# Kuno Callsen
Kuno Friedrich Callsen (* 19. Oktober 1911 in Wilster in Schleswig-Holstein; † 17. Mai 2001 in Neu-Isenburg) war ein deutscher SS-Sturmbannführer (1944). Er war maßgeblich an den Massenmorden in Babyn Jar beteiligt.

## Werdegang
Callsen, Sohn eines Lehrers, war 1929 Mitbegründer des Nationalsozialistischen Schülerbunds in Itzehoe. Zum 1. Oktober 1931 trat er der NSDAP bei (Mitgliedsnummer 647.505), in der er bereits 1932 zum politischen Leiter aufstieg. Seit 1934 gehörte er zum Sicherheitsdienst des Reichsführers SS (SD). 1935 trat er der SS (SS-Nr. 107.362) bei. Im selben Jahr war er am Aufbau des Pressereferats des SD-Oberabschnitts Rhein in Frankfurt am Main beteiligt.
Im Zweiten Weltkrieg war er im Krieg gegen die Sowjetunion von Mai bis Oktober 1941 Leiter eines Teilkommandos des Sonderkommandos 4a in der Einsatzgruppe C und Stellvertreter Paul Blobels, der 1951 als Kriegsverbrecher hingerichtet wurde.
Als SS-Hauptsturmführer war Callsen zusammen mit Kurt Hans, August Häfner und Adolf Janssen Leiter der Massenerschießungen im Massaker von Babyn Jar, bei denen am 29. und 30. September 1941 über 30.000 Juden erschossen wurden. Damit wurde Babyn Jar zum Symbol für die Massenmorde der Einsatzgruppen, denn weder vorher noch nachher wurden von einem Einsatzkommando in so kurzer Zeit so viele Menschen ermordet.
1943 wurde Callsen Persönlicher Referent Otto Ohlendorfs im Reichssicherheitshauptamt (RSHA). Nach dem Ende des Zweiten Weltkriegs tauchte Callsen unter falschem Namen unter und arbeitete als Angestellter.
Callsen, wohnhaft in Neu-Isenburg, wurde 1968 zusammen mit weiteren Angeklagten vom Landgericht Darmstadt im sogenannten Callsen-Prozess wegen fünf verschiedener Straftaten, darunter der Beteiligung an den Massenerschießungen in Babyn Jar, zu einer Haftstrafe von 15 Jahren Zuchthaus verurteilt. Am 29. September 1975 trat er seine Haftstrafe in der Justizvollzugsanstalt Butzbach an. Am 10. Januar 1977 wurde er an die Justizvollzugsanstalt Frankfurt am Main überstellt. Am 20. Januar 1981 wurde er auf Bewährung aus der Haft entlassen.
Der Tatsachenroman Die Wohlgesinnten des Schriftstellers Jonathan Littell verbindet eine fiktive Biografie mit verschiedenen realen Ereignissen und Personen des Holocausts, unter anderem auch die Ereignisse in Babyn Jar mit den Personen Kuno Callsen und Paul Blobel.